# Atractus iridescens
Atractus iridescens – gatunek węża z rodziny połozowatych (Colubridae), występujący w północno-zachodniej Ameryce Południowej.
Gatunek ten opisał w 1896 roku Mario Giacinto Peracca. Holotyp – samiec oznaczony jako MRSN R1830  (MRSN – Museo Regionale di Scienze Naturali, Turin) – pochodził z Ameryki Południowej. Gatunek ten występuje na wybrzeżu Pacyfiku od okolic miasta Condoto w departamencie Chocó w Kolumbii na południe do prowincji Esmeraldas w Ekwadorze.
Samce tego gatunku są większe od samic. Wymiary:
|                        | Samiec | Samica |
| ---------------------- | ------ | ------ |
| Długość całkowita (mm) | 403    | 445    |
| Długość SVL (mm)       | 353    | 394    |
| Długość ogona (mm)     | 50     | 38     |

Część grzbietowa i głowa czerwono-brązowa, a część brzuszna szarawo-biała, nakrapiana czarnymi drobnymi i gęstymi plamami, które są coraz ciemniejsze w kierunku ogona, który jest czarny. Jego habitatem jest wilgotny las równikowy w przedziale wysokości od 50 do 150 m n.p.m.